# شركة الكهرباء الإسرائيلية
شركة الكهرباء الإسرائيلية ((بالعبرية: חברת החשמל לישראל‏)) هي الشركة الأولى في إسرائيل المسؤولة عن التزويد بالطاقة الكهربائية وإجراء عمليات الصيانة والتمديدات الكهربائية. تأسست عام 1923 في حيفا.